# El Canós
El Canós és una entitat de població del municipi dels Plans de Sió, a la comarca de la Segarra.
El poble, situat al sud del terme municipal, fou una vila closa que va pertànyer a l'antic terme de l'Aranyó. L'església parroquial és dedicada a Sant Jaume.